# Bombina microdeladigitora
Bombina microdeladigitora é uma espécie de anfíbio anuro da família Bombinatoridae. Não foi ainda avaliada pela Lista Vermelha do UICN. Está presente na China e Vietname.